# MW-08
MW-08は、オランダのシグナール社（現在のタレス・ネーデルラント社）が開発した3次元レーダー。先行して同社が開発したSバンドのSMARTをもとに、より高周波数のCバンドを使用するよう設計変更した派生型である。

## 概要
送信機として進行波管（TWT）を、またアンテナとしてストリップラインを積み上げたプレーナアレイ・アンテナを採用するという基本設計は共通であるが、アンテナを構成するストリップラインは16段から8段に減少した。これによってアンテナ重量は1,200 kgから430 kgと軽量化されているが、ビームの生成能力は12本から6本に低下し、仰角は70度までと、天頂方向の捜索には非対応になっている。
探知公算80％を期待できる有効探知距離は、レーダー反射断面積（RCS）が0.1平方メートルの目標に対しては17キロメートル、1平方メートルであれば27キロメートルである。マッハ4までの目標を探知可能である。全自動で20個の空中目標と10個の水上目標を追尾でき、また、2個の水上目標に対する射撃指揮を行なうことができる。
このように探知可能距離は比較的短いことから、これを補完するため、同社のDA-08やアメリカ合衆国のAN/SPS-49など、より長波長で探知距離の長いレーダーとともに搭載されることが多いが、小型艦艇の場合は本機のみに頼ることもある。

## 採用国と搭載艦
大韓民国海軍
- 広開土大王級駆逐艦
- 李舜臣級駆逐艦
- 独島級揚陸艦「独島」

 ギリシャ海軍
- イドラ級フリゲート
- リュッセン級ミサイル艇（英語版）

 ポルトガル海軍
- ヴァスコ・ダ・ガマ級フリゲート

 トルコ海軍
- クルチ級ミサイル艇（英語版）

 オマーン海軍
- カヒル級コルベット

 インドネシア海軍
- ディポネゴロ級コルベット